# Židovské svátky 2000–2050
Toto je almanach nejdůležitějších židovských svátků od roku 2000 do roku 2050. Všechny židovské svátky začínají soumrakem, tzn. večer před datem, jež je uvedeno. Během svátků, označených hvězdičkou (*) jsou zakázány určité druhy práce. Díky fixaci židovského kalendáře je možné určit na které datum v gregoriánském kalendáři jaký svátek připadne v dohledné budoucnosti.

## 5760 (2000)

### 5760(1999–2000)
- Sobota, 11. září – Roš ha-šana*
- Pondělí, 20. září – Jom kipur*
- Sobota, 25. září – Sukot*
- Sobota, 2. října – Šmini aceret*
- Neděle, 3. října – Simchat Tóra*
- Sobota, 4. prosince – Chanuka
- Sobota, 22. ledna – Tu bi-švat
- Úterý, 21. března – Purim
- Čtvrtek, 20. dubna – Pesach*
- Úterý, 2. května – Jom ha-šo'a
- Středa, 10. května – Jom ha-acma'ut
- Úterý, 23. května – Lag ba-omer
- Pátek, 9. června – Šavu'ot*
- Čtvrtek, 10. srpna – Tiš'a be-av

### 5761(2000–2001)
- Sobota, 30. září – Roš ha-šana*
- Pondělí, 9. října – Jom kipur*
- Sobota, 14. října – Sukot*
- Sobota, 21. října – Šmini aceret*
- Neděle, 22. října – Simchat Tóra*
- Pátek, 22. prosince – Chanuka
- Čtvrtek, 8. února – Tu bi-švat
- Pátek, 9. března – Purim
- Neděle, 8. dubna – Pesach*
- Pátek, 20. dubna – Jom ha-šo'a
- Čtvrtek, 26. dubna – Jom ha-acma'ut
- Pátek, 11. května – Lag ba-omer
- Pondělí, 28. května – Šavu'ot*
- Neděle, 29. července – Tiš'a be-av

### 5762(2001–2002)
- Úterý, 18. září – Roš ha-šana*
- Čtvrtek, 27. září – Jom kipur*
- Úterý, 2. října – Sukot*
- Úterý, 9. října – Šmini aceret*
- Středa, 10. října – Simchat Tóra*
- Pondělí, 10. prosince – Chanuka
- Pondělí, 28. ledna – Tu bi-švat
- Úterý, 26. února – Purim
- Čtvrtek, 28. března – Pesach*
- Úterý, 9. dubna – Jom ha-šo'a
- Středa, 17. dubna – Jom ha-acma'ut
- Úterý, 30. dubna – Lag ba-omer
- Pátek, 17. května – Šavu'ot*
- Čtvrtek, 18. července – Tiš'a be-av

### 5763(2002–2003)
- Sobota, 7. září – Roš ha-šana*
- Pondělí, 16. září – Jom kipur*
- Sobota, 21. září – Sukot*
- Sobota, 28. září – Šmini aceret*
- Neděle, 29. září – Simchat Tóra*
- Sobota, 30. listopadu – Chanuka
- Sobota, 18. ledna – Tu bi-švat
- Úterý, 18. března – Purim
- Čtvrtek, 17. dubna – Pesach*
- Úterý, 29. dubna – Jom ha-šo'a
- Středa, 7. května – Jom ha-acma'ut
- Úterý, 20. května – Lag ba-omer
- Pátek, 6. června – Šavu'ot*
- Čtvrtek, 7. srpna – Tiš'a be-av

### 5764(2003–2004)
- Sobota, 27. září – Roš ha-šana*
- Pondělí, 6. října – Jom kipur*
- Sobota, 11. října – Sukot*
- Sobota, 18. října – Šmini aceret*
- Neděle, 19. října – Simchat Tóra*
- Sobota, 20. prosince – Chanuka
- Sobota, 7. února – Tu bi-švat
- Neděle, 7. března – Purim
- Úterý, 6. dubna – Pesach*
- Neděle, 18. dubna – Jom ha-šo'a
- Pondělí, 26. dubna – Jom ha-acma'ut
- Neděle, 9. května – Lag ba-omer
- Středa, 26. května – Šavu'ot*
- Úterý, 27. července – Tiš'a be-av

### 5765(2004–2005)
- Čtvrtek, 16. září – Roš ha-šana*
- Sobota, 25. září – Jom kipur*
- Čtvrtek, 30. září – Sukot*
- Čtvrtek, 7. října – Šmini aceret*
- Pátek, 8. října – Simchat Tóra*
- Středa, 8. prosince – Chanuka
- Úterý, 25. ledna – Tu bi-švat
- Pátek, 25. března – Purim
- Neděle, 24. dubna – Pesach*
- Pátek, 6. května – Jom ha-šo'a
- Čtvrtek, 12. května – Jom ha-acma'ut
- Pátek, 27. května – Lag ba-omer
- Pondělí, 13. června – Šavu'ot*
- Neděle, 14. srpna – Tiš'a be-av

### 5766(2005–2006)
- Úterý, 4. října – Roš ha-šana*
- Čtvrtek, 13. října – Jom kipur*
- Úterý, 18. října – Sukot*
- Úterý, 25. října – Šmini aceret*
- Středa, 26. října – Simchat Tóra*
- Pondělí, 26. prosince – Chanuka
- Pondělí, 13. února – Tu bi-švat
- Úterý, 14. března – Purim
- Čtvrtek, 13. dubna – Pesach*
- Úterý, 25. dubna – Jom ha-šo'a
- Středa, 3. května – Jom ha-acma'ut
- Úterý, 16. května – Lag ba-omer
- Pátek, 2. června – Šavu'ot*
- Čtvrtek, 3. srpna – Tiš'a be-av

### 5767(2006–2007)
- Sobota, 23. září – Roš ha-šana*
- Pondělí, 2. října – Jom kipur*
- Sobota, 7. října – Sukot*
- Sobota, 14. října – Šmini aceret*
- Neděle, 15. října – Simchat Tóra*
- Sobota, 16. prosince – Chanuka
- Sobota, 3. února – Tu bi-švat
- Neděle, 4. března – Purim
- Úterý, 3. dubna – Pesach*
- Neděle, 15. dubna – Jom ha-šo'a
- Pondělí, 23. dubna – Jom ha-acma'ut
- Neděle, 6. května – Lag ba-omer
- Středa, 23. května – Šavu'ot*
- Úterý, 24. července – Tiš'a be-av

### 5768(2007–2008)
- Čtvrtek, 13. září – Roš ha-šana*
- Sobota, 22. září – Jom kipur*
- Čtvrtek, 27. září – Sukot*
- Čtvrtek, 4. října – Šmini aceret*
- Pátek, 5. října – Simchat Tóra*
- Středa, 5. prosince – Chanuka
- Úterý, 22. ledna – Tu bi-švat
- Pátek, 21. března – Purim
- Neděle, 20. dubna – Pesach*
- Pátek, 2. května – Jom ha-šo'a
- Čtvrtek, 8. května – Jom ha-acma'ut
- Pátek, 23. května – Lag ba-omer
- Pondělí, 9. června – Šavu'ot*
- Neděle, 10. srpna – Tiš'a be-av

### 5769(2008–2009)
- Úterý, 30. září – Roš ha-šana*
- Čtvrtek, 9. října – Jom kipur*
- Úterý, 14. října – Sukot*
- Úterý, 21. října – Šmini aceret*
- Středa, 22. října – Simchat Tóra*
- Pondělí, 22. prosince – Chanuka
- Pondělí, 9. února – Tu bi-švat
- Úterý, 10. března – Purim
- Čtvrtek, 9. dubna – Pesach*
- Úterý, 21. dubna – Jom ha-šo'a
- Středa, 29. dubna – Jom ha-acma'ut
- Úterý, 12. května – Lag ba-omer
- Pátek, 29. května – Šavu'ot*
- Čtvrtek, 30. července – Tiš'a be-av

## 5770 (2010)

### 5770(2009–2010)
- Sobota, 19. září – Roš ha-šana*
- Pondělí, 28. září – Jom kipur*
- Sobota, 3. října – Sukot*
- Sobota, 10. října – Šmini aceret*
- Neděle, 11. října – Simchat Tóra*
- Sobota, 12. prosince – Chanuka
- Sobota, 30. ledna – Tu bi-švat
- Neděle, 28. února – Purim
- Úterý, 30. března – Pesach*
- Neděle, 11. dubna – Jom ha-šo'a
- Pondělí, 19. dubna – Jom ha-acma'ut
- Neděle, 2. května – Lag ba-omer
- Středa, 19. května – Šavu'ot*
- Úterý, 20. července – Tiš'a be-av

### 5771(2010–2011)
- Čtvrtek, 9. září – Roš ha-šana*
- Sobota, 18. září – Jom kipur*
- Čtvrtek, 23. září – Sukot*
- Čtvrtek, 30. září – Šmini aceret*
- Pátek, 1. října – Simchat Tóra*
- Čtvrtek, 2. prosince – Chanuka
- Čtvrtek, 20. ledna – Tu bi-švat
- Neděle, 20. března – Purim
- Úterý, 19. dubna – Pesach*
- Neděle, 1. května – Jom ha-šo'a
- Pondělí, 9. května – Jom ha-acma'ut
- Neděle, 22. května – Lag ba-omer
- Středa, 8. června – Šavu'ot*
- Úterý, 9. srpna – Tiš'a be-av

### 5772(2011–2012)
- Čtvrtek, 29. září – Roš ha-šana*
- Sobota, 8. října – Jom kipur*
- Čtvrtek, 13. října – Sukot*
- Čtvrtek, 20. října – Šmini aceret*
- Pátek, 21. října – Simchat Tóra*
- Středa, 21. prosince – Chanuka
- Středa, 8. února – Tu bi-švat
- Čtvrtek, 8. března – Purim
- Sobota, 7. dubna – Pesach*
- Čtvrtek, 19. dubna – Jom ha-šo'a
- Čtvrtek, 26. dubna – Jom ha-acma'ut
- Čtvrtek, 10. května – Lag ba-omer
- Neděle, 27. května – Šavu'ot*
- Neděle, 29. července – Tiš'a be-av

### 5773(2012–2013)
- Pondělí, 17. září – Roš ha-šana*
- Středa, 26. září – Jom kipur*
- Pondělí, 1. října – Sukot*
- Pondělí, 8. října – Šmini aceret*
- Úterý, 9. října – Simchat Tóra*
- Neděle, 9. prosince – Chanuka
- Sobota, 26. ledna – Tu bi-švat
- Neděle, 24. února – Purim
- Úterý, 26. března – Pesach*
- Neděle, 7. dubna – Jom ha-šo'a
- Pondělí, 15. dubna – Jom ha-acma'ut
- Neděle, 28. dubna – Lag ba-omer
- Středa, 15. května – Šavu'ot*
- Úterý, 16. července – Tiš'a be-av

### 5774(2013–2014)
- Čtvrtek, 5. září – Roš ha-šana*
- Sobota, 14. září – Jom kipur*
- Čtvrtek, 19. září – Sukot*
- Čtvrtek, 26. září – Šmini aceret*
- Pátek, 27. září – Simchat Tóra*
- Čtvrtek, 28. listopadu – Chanuka
- Čtvrtek, 26. ledna – Tu bi-švat
- Neděle, 16. března – Purim
- Úterý, 15. dubna – Pesach*
- Neděle, 27. dubna – Jom ha-šo'a
- Pondělí, 5. května – Jom ha-acma'ut
- Neděle, 18. května – Lag ba-omer
- Středa, 4. června – Šavu'ot*
- Úterý, 5. srpna – Tiš'a be-av

### 5775(2014–2015)
- Čtvrtek, 25. září – Roš ha-šana*
- Sobota, 4. října – Jom kipur*
- Čtvrtek, 9. října – Sukot*
- Čtvrtek, 16. října – Šmini aceret*
- Pátek, 17. října – Simchat Tóra*
- Středa, 17. prosince – Chanuka
- Středa, 4. února – Tu bi-švat
- Čtvrtek, 5. března – Purim
- Sobota, 4. dubna – Pesach*
- Čtvrtek, 16. dubna – Jom ha-šo'a
- Čtvrtek, 23. dubna – Jom ha-acma'ut
- Čtvrtek, 7. května – Lag ba-omer
- Neděle, 24. května – Šavu'ot*
- Neděle, 26. července – Tiš'a be-av

### 5776(2015–2016)
- Pondělí, 14. září – Roš ha-šana*
- Středa, 23. září – Jom kipur*
- Pondělí, 28. září – Sukot*
- Pondělí, 5. října – Šmini aceret*
- Úterý, 6. října – Simchat Tóra*
- Pondělí, 7. prosince – Chanuka
- Pondělí, 25. ledna – Tu bi-švat
- Čtvrtek, 24. března – Purim
- Sobota, 23. dubna – Pesach*
- Čtvrtek, 5. května – Jom ha-šo'a
- Čtvrtek, 12. května – Jom ha-acma'ut
- Čtvrtek, 26. května – Lag ba-omer
- Neděle, 12. června – Šavu'ot*
- Neděle, 14. srpna – Tiš'a be-av

### 5777(2016–2017)
- Pondělí, 3. října – Roš ha-šana*
- Středa, 12. října – Jom kipur*
- Pondělí, 17. října – Sukot*
- Pondělí, 24. října – Šmini aceret*
- Úterý, 25. října – Simchat Tóra*
- Neděle, 25. prosince – Chanuka
- Sobota, 11. února – Tu bi-švat
- Neděle, 12. března – Purim
- Úterý, 11. dubna – Pesach*
- Neděle, 23. dubna – Jom ha-šo'a
- Pondělí, 1. května – Jom ha-acma'ut
- Neděle, 14. května – Lag ba-omer
- Středa, 31. května – Šavu'ot*
- Úterý, 1. srpna – Tiš'a be-av

### 5778(2017–2018)
- Čtvrtek, 21. září – Roš ha-šana*
- Sobota, 30. září – Jom kipur*
- Čtvrtek, 5. října – Sukot*
- Čtvrtek, 12. října – Šmini aceret*
- Pátek, 13. října – Simchat Tóra*
- Středa, 13. prosince – Chanuka
- Středa, 31. ledna – Tu bi-švat
- Čtvrtek, 1. března – Purim
- Sobota, 31. března – Pesach*
- Čtvrtek, 12. dubna – Jom ha-šo'a
- Čtvrtek, 19. dubna – Jom ha-acma'ut
- Čtvrtek, 3. května – Lag ba-omer
- Neděle, 20. května – Šavu'ot*
- Neděle, 22. července – Tiš'a be-av

### 5779(2018–2019)
- Pondělí, 10. září – Roš ha-šana*
- Středa, 19. září – Jom kipur*
- Pondělí, 24. září – Sukot*
- Pondělí, 1. října – Šmini aceret*
- Úterý, 2. října – Simchat Tóra*
- Pondělí, 3. prosince – Chanuka
- Pondělí, 21. ledna – Tu bi-švat
- Čtvrtek, 21. března – Purim
- Sobota, 20. dubna – Pesach*
- Čtvrtek, 2. května – Jom ha-šo'a
- Čtvrtek, 9. května – Jom ha-acma'ut
- Čtvrtek, 23. května – Lag ba-omer
- Neděle, 9. června – Šavu'ot*
- Neděle, 11. srpna – Tiš'a be-av

## 5780 (2020)

### 5780(2019–2020)
- Pondělí, 30. září – Roš ha-šana*
- Středa, 9. října – Jom kipur*
- Pondělí, 14. října – Sukot*
- Pondělí, 21. října – Šmini aceret*
- Úterý, 22. října – Simchat Tóra*
- Pondělí, 23. prosince – Chanuka
- Pondělí, 10. února – Tu bi-švat
- Úterý, 10. března – Purim
- Čtvrtek, 9. dubna – Pesach*
- Úterý, 21. dubna – Jom ha-šo'a
- Středa, 29. dubna – Jom ha-acma'ut
- Úterý, 12. května – Lag ba-omer
- Pátek, 29. května – Šavu'ot*
- Čtvrtek, 30. července – Tiš'a be-av

### 5781(2020–2021)
- Sobota, 19. září – Roš ha-šana*
- Pondělí, 28. září – Jom kipur*
- Sobota, 3. října – Sukot*
- Sobota, 10. října – Šmini aceret*
- Neděle, 11. října – Simchat Tóra*
- Pátek, 11. prosince – Chanuka
- Čtvrtek, 28. ledna – Tu bi-švat
- Pátek, 26. února – Purim
- Neděle, 28. března – Pesach*
- Pátek, 9. dubna – Jom ha-šo'a
- Čtvrtek, 15. dubna – Jom ha-acma'ut
- Pátek, 30. dubna – Lag ba-omer
- Pondělí, 17. května – Šavu'ot*
- Neděle, 18. července – Tiš'a be-av

### 5782(2021–2022)
- Úterý, 7. září – Roš ha-šana*
- Čtvrtek, 16. září – Jom kipur*
- Úterý, 21. září – Sukot*
- Úterý, 28. září – Šmini aceret*
- Středa, 29. září – Simchat Tóra*
- Pondělí, 29. listopadu – Chanuka
- Pondělí, 17. ledna – Tu bi-švat
- Čtvrtek, 17. března – Purim
- Sobota, 16. dubna – Pesach*
- Čtvrtek, 28. dubna – Jom ha-šo'a
- Čtvrtek, 5. května – Jom ha-acma'ut
- Čtvrtek, 19. května – Lag ba-omer
- Neděle, 5. června – Šavu'ot*
- Neděle, 7. srpna – Tiš'a be-av

### 5783(2022–2023)
- Pondělí, 26. září – Roš ha-šana*
- Středa, 5. října – Jom kipur*
- Pondělí, 10. října – Sukot*
- Pondělí, 17. října – Šmini aceret*
- Úterý, 18. října – Simchat Tóra*
- Pondělí, 19. prosince – Chanuka
- Pondělí, 6. února – Tu bi-švat
- Úterý, 7. března – Purim
- Čtvrtek, 6. dubna – Pesach*
- Úterý, 18. dubna – Jom ha-šo'a
- Středa, 26. dubna – Jom ha-acma'ut
- Úterý, 9. května – Lag ba-omer
- Pátek, 26. května – Šavu'ot*
- Čtvrtek, 27. července – Tiš'a be-av

### 5784(2023–2024)
- Sobota, 16. září – Roš ha-šana*
- Pondělí, 25. září – Jom kipur*
- Sobota, 30. září – Sukot*
- Sobota, 7. října – Šmini aceret*
- Neděle, 8. října – Simchat Tóra*
- Pátek, 8. prosince – Chanuka
- Čtvrtek, 25. ledna – Tu bi-švat
- Neděle, 24. března – Purim
- Úterý, 23. dubna – Pesach*
- Neděle, 5. května – Jom ha-šo'a
- Pondělí, 13. května – Jom ha-acma'ut
- Neděle, 26. května – Lag ba-omer
- Středa, 12. června – Šavu'ot*
- Úterý, 13. srpna – Tiš'a be-av

### 5785(2024–2025)
- Čtvrtek, 3. října – Roš ha-šana*
- Sobota, 12. října – Jom kipur*
- Čtvrtek, 17. října – Sukot*
- Čtvrtek, 24. října – Šmini aceret*
- Pátek, 25. října – Simchat Tóra*
- Čtvrtek, 26. prosince – Chanuka
- Čtvrtek, 13. února – Tu bi-švat
- Pátek, 14. března – Purim
- Neděle, 13. dubna – Pesach*
- Pátek, 25. dubna – Jom ha-šo'a
- Čtvrtek, 1. května – Jom ha-acma'ut
- Pátek, 6. května – Lag ba-omer
- Pondělí, 2. června – Šavu'ot*
- Neděle, 3. srpna – Tiš'a be-av

### 5786(2025–2026)
- Úterý, 23. září – Roš ha-šana*
- Čtvrtek, 2. října – Jom kipur*
- Úterý, 7. října – Sukot*
- Úterý, 14. října – Šmini aceret*
- Středa, 15. října – Simchat Tóra*
- Pondělí, 15. prosince – Chanuka
- Pondělí, 2. února – Tu bi-švat
- Úterý, 3. března – Purim
- Čtvrtek, 2. dubna – Pesach*
- Úterý, 14. dubna – Jom ha-šo'a
- Středa, 22. dubna – Jom ha-acma'ut
- Úterý, 5. května – Lag ba-omer
- Pátek, 22. května – Šavu'ot*
- Čtvrtek, 23. července – Tiš'a be-av

### 5787(2026–2027)
- Sobota, 12. září – Roš ha-šana*
- Pondělí, 21. září – Jom kipur*
- Sobota, 26. září – Sukot*
- Sobota, 3. října – Šmini aceret*
- Neděle, 4. října – Simchat Tóra*
- Sobota, 5. prosince – Chanuka
- Sobota, 23. ledna – Tu bi-švat
- Úterý, 23. března – Purim
- Čtvrtek, 22. dubna – Pesach*
- Úterý, 4. května – Jom ha-šo'a
- Středa, 12. května – Jom ha-acma'ut
- Úterý, 25. května – Lag ba-omer
- Pátek, 11. června – Šavu'ot*
- Čtvrtek, 12. srpna – Tiš'a be-av

### 5788(2027–2028)
- Sobota, 2. října – Roš ha-šana*
- Pondělí, 11. října – Jom kipur*
- Sobota, 16. října – Sukot*
- Sobota, 23. října – Šmini aceret*
- Neděle, 24. října – Simchat Tóra*
- Sobota, 25. prosince – Chanuka
- Sobota, 12. února – Tu bi-švat
- Neděle, 12. března – Purim
- Úterý, 11. dubna – Pesach*
- Neděle, 23. dubna – Jom ha-šo'a
- Pondělí, 1. května – Jom ha-acma'ut
- Neděle, 14. května – Lag ba-omer
- Středa, 31. května – Šavu'ot*
- Úterý, 1. srpna – Tiš'a be-av

### 5789(2028–2029)
- Čtvrtek, 21. září – Roš ha-šana*
- Sobota, 30. září – Jom kipur*
- Čtvrtek, 5. října – Sukot*
- Čtvrtek, 12. října – Šmini aceret*
- Pátek, 13. října – Simchat Tóra*
- Středa, 13. prosince – Chanuka
- Středa, 31. ledna – Tu bi-švat
- Čtvrtek, 1. března – Purim
- Sobota, 31. března – Pesach*
- Čtvrtek, 12. dubna – Jom ha-šo'a
- Čtvrtek, 19. dubna – Jom ha-acma'ut
- Čtvrtek, 3. května – Lag ba-omer
- Neděle, 20. května – Šavu'ot*
- Neděle, 22. července – Tiš'a be-av

## 5790 (2030)

### 5790(2029–2030)
- Pondělí, 10. září – Roš ha-šana*
- Středa, 19. září – Jom kipur*
- Pondělí, 24. září – Sukot*
- Pondělí, 1. října – Šmini aceret*
- Úterý, 2. října – Simchat Tóra*
- Neděle, 2. prosince – Chanuka
- Sobota, 19. ledna – Tu bi-švat
- Úterý, 19. března – Purim
- Čtvrtek, 18. dubna – Pesach*
- Úterý, 30. dubna – Jom ha-šo'a
- Středa, 8. května – Jom ha-acma'ut
- Úterý, 21. května – Lag ba-omer
- Pátek, 7. června – Šavu'ot*
- Čtvrtek, 8. srpna – Tiš'a be-av

### 5791(2030–2031)
- Sobota, 28. září – Roš ha-šana*
- Pondělí, 7. října – Jom kipur*
- Sobota, 12. října – Sukot*
- Sobota, 19. října – Šmini aceret*
- Neděle, 20. října – Simchat Tóra*
- Sobota, 21. prosince – Chanuka
- Sobota, 8. února – Tu bi-švat
- Neděle, 9. března – Purim
- Úterý, 8. dubna – Pesach*
- Neděle, 20. dubna – Jom ha-šo'a
- Pondělí, 28. dubna – Jom ha-acma'ut
- Neděle, 11. května – Lag ba-omer
- Středa, 28. května – Šavu'ot*
- Úterý, 29. července – Tiš'a be-av

### 5792(2031–2032)
- Čtvrtek, 18. září – Roš ha-šana*
- Sobota, 27. září – Jom kipur*
- Čtvrtek, 2. října – Sukot*
- Čtvrtek, 9. října – Šmini aceret*
- Pátek, 10. října – Simchat Tóra*
- Středa, 10. prosince – Chanuka
- Středa, 28. ledna – Tu bi-švat
- Čtvrtek, 26. února – Purim
- Sobota, 27. března – Pesach*
- Čtvrtek, 8. dubna – Jom ha-šo'a
- Čtvrtek, 15. dubna – Jom ha-acma'ut
- Čtvrtek, 29. dubna – Lag ba-omer
- Neděle, 16. května – Šavu'ot*
- Neděle, 18. července – Tiš'a be-av

### 5793(2032–2033)
- Pondělí, 6. září – Roš ha-šana*
- Středa, 15. září – Jom kipur*
- Pondělí, 20. září – Sukot*
- Pondělí, 27. září – Šmini aceret*
- Úterý, 28. září – Simchat Tóra*
- Neděle, 28. listopadu – Chanuka
- Sobota, 15. ledna – Tu bi-švat
- Úterý, 15. března – Purim
- Čtvrtek, 14. dubna – Pesach*
- Úterý, 26. dubna – Jom ha-šo'a
- Středa, 4. května – Jom ha-acma'ut
- Úterý, 17. května – Lag ba-omer
- Pátek, 3. června – Šavu'ot*
- Čtvrtek, 4. srpna – Tiš'a be-av

### 5794(2033–2034)
- Sobota, 24. září – Roš ha-šana*
- Pondělí, 3. října – Jom kipur*
- Sobota, 8. října – Sukot*
- Sobota, 15. října – Šmini aceret*
- Neděle, 16. října – Simchat Tóra*
- Sobota, 17. prosince – Chanuka
- Sobota, 4. února – Tu bi-švat
- Neděle, 5. března – Purim
- Úterý, 4. dubna – Pesach*
- Neděle, 6. dubna – Jom ha-šo'a
- Pondělí, 24. dubna – Jom ha-acma'ut
- Neděle, 7. května – Lag ba-omer
- Středa, 24. května – Šavu'ot*
- Úterý, 25. července – Tiš'a be-av

### 5795(2034–2035)
- Čtvrtek, 14. září – Roš ha-šana*
- Sobota, 23. září – Jom kipur*
- Čtvrtek, 28. září – Sukot*
- Čtvrtek, 5. října – Šmini aceret*
- Pátek, 6. října – Simchat Tóra*
- Čtvrtek, 7. prosince – Chanuka
- Čtvrtek, 25. ledna – Tu bi-švat
- Neděle, 25. března – Purim
- Úterý, 24. dubna – Pesach*
- Neděle, 6. května – Jom ha-šo'a
- Pondělí, 14. května – Jom ha-acma'ut
- Neděle, 27. května – Lag ba-omer
- Středa, 13. června – Šavu'ot*
- Úterý, 14. srpna – Tiš'a be-av

### 5796(2035–2036)
- Čtvrtek, 4. října – Roš ha-šana*
- Sobota, 13. října – Jom kipur*
- Čtvrtek, 18. října – Sukot*
- Čtvrtek, 25. října – Šmini aceret*
- Pátek, 26. října – Simchat Tóra*
- Středa, 26. prosince – Chanuka
- Středa, 13. února – Tu bi-švat
- Čtvrtek, 13. března – Purim
- Sobota, 12. dubna – Pesach*
- Čtvrtek, 24. dubna – Jom ha-šo'a
- Čtvrtek, 1. května – Jom ha-acma'ut
- Čtvrtek, 15. května – Lag ba-omer
- Neděle, 1. června – Šavu'ot*
- Neděle, 3. srpna – Tiš'a be-av

### 5797(2036–2037)
- Pondělí, 22. září – Roš ha-šana*
- Středa, 1. října – Jom kipur*
- Pondělí, 6. října – Sukot*
- Pondělí, 13. října – Šmini aceret*
- Úterý, 14. října – Simchat Tóra*
- Neděle, 14. prosince – Chanuka
- Sobota, 31. ledna – Tu bi-švat
- Neděle, 1. března – Purim
- Úterý, 31. března – Pesach*
- Neděle, 12. dubna – Jom ha-šo'a
- Pondělí, 20. dubna – Jom ha-acma'ut
- Neděle, 3. května – Lag ba-omer
- Středa, 20. května – Šavu'ot*
- Úterý, 21. července – Tiš'a be-av

### 5798(2037–2038)
- Čtvrtek, 10. září – Roš ha-šana*
- Sobota, 19. září – Jom kipur*
- Čtvrtek, 24. září – Sukot*
- Čtvrtek, 1. října – Šmini aceret*
- Pátek, 2. října – Simchat Tóra*
- Čtvrtek, 3. prosince – Chanuka
- Čtvrtek, 21. ledna – Tu bi-švat
- Neděle, 21. března – Purim
- Úterý, 20. dubna – Pesach*
- Neděle, 2. května – Jom ha-šo'a
- Pondělí, 10. května – Jom ha-acma'ut
- Neděle, 23. května – Lag ba-omer
- Středa, 9. června – Šavu'ot*
- Úterý, 10. srpna – Tiš'a be-av

### 5799(2038–2039)
- Čtvrtek, 30. září – Roš ha-šana*
- Sobota, 9. října – Jom kipur*
- Čtvrtek, 14. října – Sukot*
- Čtvrtek, 21. října – Šmini aceret*
- Pátek, 22. října – Simchat Tóra*
- Středa, 22. prosince – Chanuka
- Středa, 9. února – Tu bi-švat
- Čtvrtek, 10. března – Purim
- Sobota, 9. dubna – Pesach*
- Čtvrtek, 21. dubna – Jom ha-šo'a
- Čtvrtek, 28. dubna – Jom ha-acma'ut
- Čtvrtek, 12. května – Lag ba-omer
- Neděle, 29. května – Šavu'ot*
- Neděle, 31. července – Tiš'a be-av

## 5800 (2040)

### 5800(2039–2040)
- Pondělí, 19. září – Roš ha-šana*
- Středa, 28. září – Jom kipur*
- Pondělí, 3. října – Sukot*
- Pondělí, 10. října – Šmini aceret*
- Úterý, 11. října – Simchat Tóra*
- Pondělí, 12. prosince – Chanuka
- Pondělí, 30. ledna – Tu bi-švat
- Úterý, 28. února – Purim
- Čtvrtek, 29. března – Pesach*
- Úterý, 10. dubna – Jom ha-šo'a
- Středa, 18. dubna – Jom ha-acma'ut
- Úterý, 1. května – Lag ba-omer
- Pátek, 18. května – Šavu'ot*
- Čtvrtek, 19. července – Tiš'a be-av

### 5801 (2040–2041)
- Sobota, 8. září – Roš ha-šana*
- Pondělí, 17. září – Jom kipur*
- Sobota, 22. září – Sukot*
- Sobota, 29. září – Šmini aceret*
- Neděle, 30. září – Simchat Tóra*
- Pátek, 30. listopadu – Chanuka
- Čtvrtek, 17. ledna – Tu bi-švat
- Neděle, 17. března – Purim
- Úterý, 16. dubna – Pesach*
- Neděle, 28. dubna – Jom ha-šo'a
- Pondělí, 6. května – Jom ha-acma'ut
- Neděle, 19. května – Lag ba-omer
- Středa, 5. června – Šavu'ot*
- Úterý, 6. srpna – Tiš'a be-av

### 5802 (2041–2042)
- Čtvrtek, 26. září – Roš ha-šana*
- Sobota, 5. října – Jom kipur*
- Čtvrtek, 10. října – Sukot*
- Čtvrtek, 17. října – Šmini aceret*
- Pátek, 18. října – Simchat Tóra*
- Středa, 18. prosince – Chanuka
- Středa, 5. února – Tu bi-švat
- Čtvrtek, 6. března – Purim
- Sobota, 5. dubna – Pesach*
- Čtvrtek, 17. dubna – Jom ha-šo'a
- Čtvrtek, 24. dubna – Jom ha-acma'ut
- Čtvrtek, 8. května – Lag ba-omer
- Neděle, 25. května – Šavu'ot*
- Neděle, 27. července – Tiš'a be-av

### 5803 (2042–2043)
- Pondělí, 15. září – Roš ha-šana*
- Středa, 24. září – Jom kipur*
- Pondělí, 29. září – Sukot*
- Pondělí, 6. října – Šmini aceret*
- Úterý, 7. října – Simchat Tóra*
- Pondělí, 8. prosince – Chanuka
- Pondělí, 26. ledna – Tu bi-švat
- Čtvrtek, 26. března – Purim
- Sobota, 25. dubna – Pesach*
- Čtvrtek, 7. května – Jom ha-šo'a
- Čtvrtek, 14. května – Jom ha-acma'ut
- Čtvrtek, 28. května – Lag ba-omer
- Neděle, 14. června – Šavu'ot*
- Neděle, 16. srpna – Tiš'a be-av

### 5804 (2043–2044)
- Pondělí, 5. října – Roš ha-šana*
- Středa, 14. října – Jom kipur*
- Pondělí, 19. října – Sukot*
- Pondělí, 26. října – Šmini aceret*
- Úterý, 27. října – Simchat Tóra*
- Neděle, 27. prosince – Chanuka
- Sobota, 13. února – Tu bi-švat
- Neděle, 13. března – Purim
- Úterý, 12. dubna – Pesach*
- Neděle, 24. dubna – Jom ha-šo'a
- Pondělí, 2. května – Jom ha-acma'ut
- Neděle, 15. května – Lag ba-omer
- Středa, 1. června – Šavu'ot*
- Úterý, 2. srpna – Tiš'a be-av

### 5805 (2044–2045)
- Čtvrtek, 22. září – Roš ha-šana*
- Sobota, 1. října – Jom kipur*
- Čtvrtek, 6. října – Sukot*
- Čtvrtek, 13. října – Šmini aceret*
- Pátek, 14. října – Simchat Tóra*
- Čtvrtek, 15. prosince – Chanuka
- Čtvrtek, 2. února – Tu bi-švat
- Pátek, 3. března – Purim
- Neděle, 2. dubna – Pesach*
- Pátek, 14. dubna – Jom ha-šo'a
- Čtvrtek, 20. dubna – Jom ha-acma'ut
- Pátek, 5. května – Lag ba-omer
- Pondělí, 22. května – Šavu'ot*
- Neděle, 23. července – Tiš'a be-av

### 5806 (2045–2046)
- Úterý, 12. září – Roš ha-šana*
- Čtvrtek, 21. září – Jom kipur*
- Úterý, 26. září – Sukot*
- Úterý, 3. října – Šmini aceret*
- Středa, 4. října – Simchat Tóra*
- Pondělí, 4. prosince – Chanuka
- Pondělí, 22. ledna – Tu bi-švat
- Čtvrtek, 22. března – Purim
- Sobota, 21. dubna – Pesach*
- Čtvrtek, 3. května – Jom ha-šo'a
- Čtvrtek, 10. května – Jom ha-acma'ut
- Čtvrtek, 24. května – Lag ba-omer
- Neděle, 10. června – Šavu'ot*
- Neděle, 12. srpna – Tiš'a be-av

### 5807 (2046–2047)
- Pondělí, 1. října – Roš ha-šana*
- Středa, 10. října – Jom kipur*
- Pondělí, 15. října – Sukot*
- Pondělí, 22. října – Šmini aceret*
- Úterý, 23. října – Simchat Tóra*
- Pondělí, 24. prosince – Chanuka
- Pondělí, 11. února – Tu bi-švat
- Úterý, 12. března – Purim
- Čtvrtek, 11. dubna – Pesach*
- Úterý, 23. dubna – Jom ha-šo'a
- Středa, 1. května – Jom ha-acma'ut
- Úterý, 14. května – Lag ba-omer
- Pátek, 31. května – Šavu'ot*
- Čtvrtek, 1. srpna – Tiš'a be-av

### 5808 (2047–2048)
- Sobota, 21. září – Roš ha-šana*
- Pondělí, 30. září – Jom kipur*
- Sobota, 5. října – Sukot*
- Sobota, 12. října – Šmini aceret*
- Neděle, 13. října – Simchat Tóra*
- Pátek, 13. prosince – Chanuka
- Čtvrtek, 30. ledna – Tu bi-švat
- Pátek, 28. února – Purim
- Neděle, 29. března – Pesach*
- Pátek, 10. dubna – Jom ha-šo'a
- Čtvrtek, 16. dubna – Jom ha-acma'ut
- Pátek, 1. května – Lag ba-omer
- Pondělí, 18. května – Šavu'ot*
- Neděle, 19. července – Tiš'a be-av

### 5809 (2048–2049)
- Úterý, 8. září – Roš ha-šana*
- Čtvrtek, 17. září – Jom kipur*
- Úterý, 22. září – Sukot*
- Úterý, 29. září – Šmini aceret*
- Středa, 30. září – Simchat Tóra*
- Pondělí, 30. listopadu – Chanuka
- Pondělí, 18. ledna – Tu bi-švat
- Čtvrtek, 18. března – Purim
- Sobota, 17. dubna – Pesach*
- Čtvrtek, 29. dubna – Jom ha-šo'a
- Čtvrtek, 6. května – Jom ha-acma'ut
- Čtvrtek, 20. května – Lag ba-omer
- Neděle, 6. června – Šavu'ot*
- Neděle, 8. srpna – Tiš'a be-av

## 5810 (2050)

### 5810 (2049–2050)
- Pondělí, 27. září – Roš ha-šana*
- Středa, 6. října – Jom kipur*
- Pondělí, 11. října – Sukot*
- Pondělí, 18. října – Šmini aceret*
- Úterý, 19. října – Simchat Tóra*
- Pondělí, 20. prosince – Chanuka
- Pondělí, 7. února – Tu bi-švat
- Úterý, 8. března – Purim
- Čtvrtek, 7. dubna – Pesach*
- Úterý, 19. dubna – Jom ha-šo'a
- Středa, 27. dubna – Jom ha-acma'ut
- Úterý, 10. května – Lag ba-omer
- Pátek, 27. května – Šavu'ot*
- Čtvrtek, 28. července – Tiš'a be-av